# تجاوز جنسی

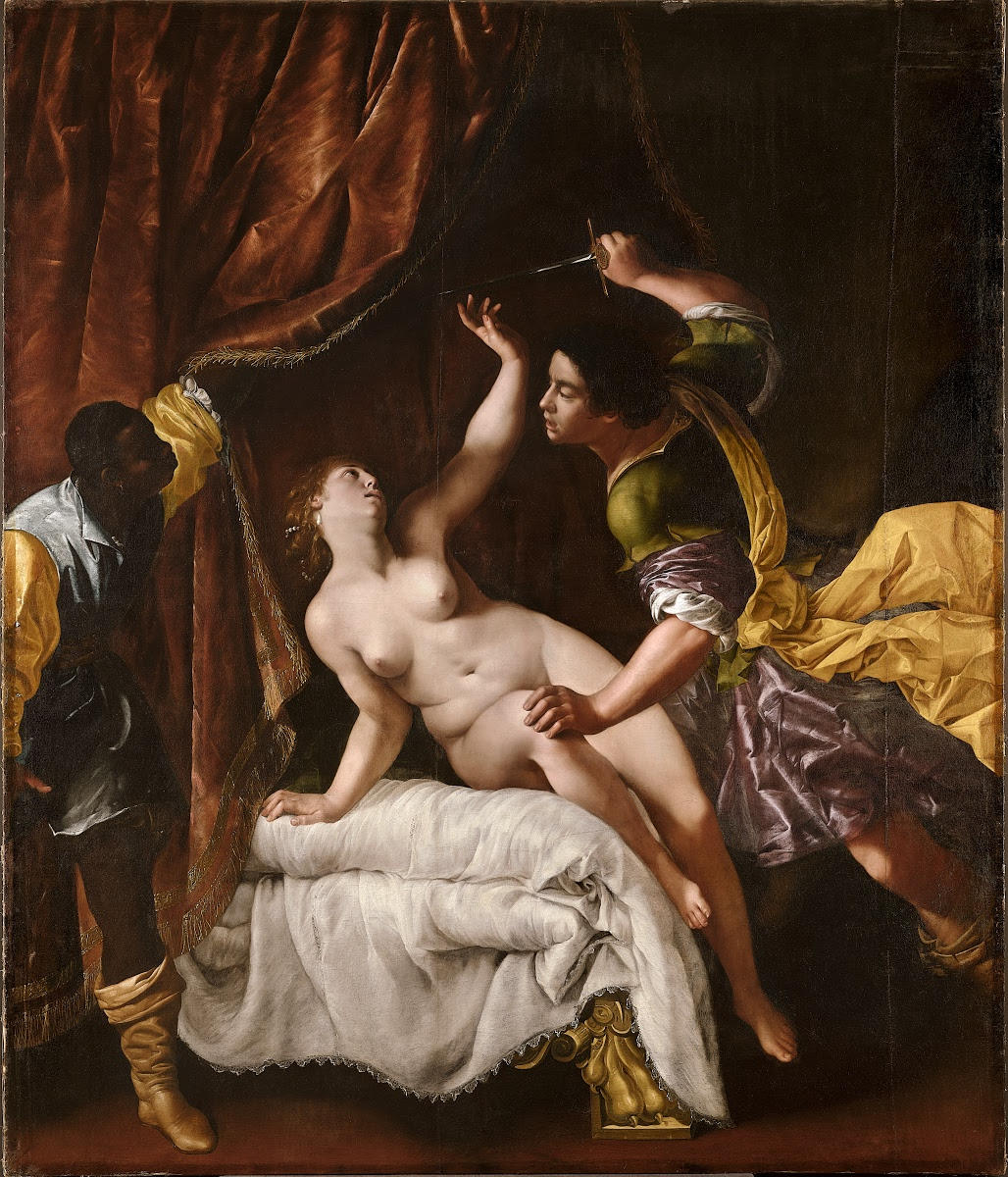
تجاوز جنسی به لوکرتیا توسط پسر پادشاه، نقطه شروع از اتفاقاتی بود که منجر به سقوط حکومت پادشاهی و تشکیل جمهوری روم شد. لوکرتیا که از اشراف‌زادگان رومی بود، پس از مورد تجاوز قرارگرفتن، اقدام به خودکشی کرد. در طول تاریخ، ماجرای تجاوز و خودکشی لوکرتیا مورد توجه بسیاری از نویسندگان، تندیس‌گران و نقاشان قرار گرفت. در این ارتباط می‌توان به آثاری ادبی از ویلیام شکسپیر و توماس هی‌وود و از نقاشان، به رامبرانت، ساندرو بوتیچلی، آلبرشت دورر، آرتمیسیا جنتیلسکی، جفری چاوسر و تیتیان اشاره کرد. درپرونده: تجاوز به لوکرتیا اثر تیتیان.

تجاوز جنسی نوعی تعرض جنسی است که شامل آمیزش جنسی یا اشکال دیگری از دخول جنسی می‌شود و بدون رضایت شخص انجام می‌شود. این عمل ممکن است با استفاده از نیروی فیزیکی، اجبار، سوءاستفاده از مقام، یا علیه شخصی که قادر به ارائه رضایت معتبر نیست، مانند کسی که بیهوش، ناتوان، دارای کم‌توانی ذهنی، یا زیر سن قانونی رضایت است (تجاوز قانونی) انجام شود. اصطلاح تجاوز گاهی به صورت نادرست به طور متقابل با اصطلاح تعرض جنسی استفاده می‌شود.
نرخ گزارش‌دهی، پیگرد قانونی و محکومیت به تجاوز جنسی در نواحی مختلف متفاوت است. به طور بین‌المللی، میزان تجاوزهای ثبت‌شده توسط پلیس در سال ۲۰۰۸، به ازای هر ۱۰۰,۰۰۰ نفر، از ۰٫۲ در آذربایجان تا ۹۲٫۹ در بوتسوانا متغیر بود و میانگین آن ۶٫۳ در لیتوانی گزارش شد. در سطح جهانی، موارد گزارش‌شده از خشونت جنسی، از جمله تجاوز، عمدتاً توسط مردان علیه زنان انجام می‌شود. تجاوز توسط غریبه‌ها معمولاً کمتر رایج است نسبت به تجاوز توسط افرادی که قربانی آنها را می‌شناسد و تجاوزهای مرد به مرد در زندان شایع است و ممکن است از کمتر گزارش‌شده‌ترین اشکال تجاوز باشد.
تجاوز جنسی گسترده و نظام‌مند (مانند تجاوز جنگی) و بردگی جنسی می‌تواند در طول درگیری‌های بین‌المللی رخ دهد. این رفتارها جنایت علیه بشریت و جنایت جنگی محسوب می‌شوند. تجاوز نیز به عنوان یکی از عناصر جنایت نسل‌کشی شناخته می‌شود زمانی که با نیت نابودی، به طور کامل یا جزئی، یک گروه قومی هدف انجام شود.
افرادی که مورد تجاوز قرار گرفته‌اند ممکن است دچار آسیب‌های روحی شده و دچار اختلال اضطراب پس از سانحه شوند. آسیب‌های جدی ممکن است رخ دهد و خطر بارداری و بیماری‌های آمیزشی نیز وجود دارد. یک شخص ممکن است با خشونت یا تهدید از سوی متجاوز مواجه شود و گاهی اوقات این تهدیدها از سوی خانواده و خویشاوندان قربانی نیز وجود دارد.

## تعاریف

### عمومی
تجاوز جنسی در بیشتر حوزه‌های قضایی به عنوان آمیزش جنسی یا اشکال دیگر دخول جنسی تعریف می‌شود که توسط مرتکب علیه قربانی بدون رضایت آنها انجام می‌گیرد. تعریف تجاوز بین سازمان‌های دولتی بهداشت، قانون‌گذاری، ارائه‌دهندگان خدمات بهداشتی و حرفه‌های حقوقی متفاوت است و همچنین تاریخچه و فرهنگ‌های مختلف در این تعریف تأثیر دارد. در ابتدا، تجاوز هیچ مفهومی جنسی نداشت و همچنان در زمینه‌های دیگر در زبان انگلیسی به کار می‌رود. در قانون روم، اصطلاح راپتوس به عنوان شکلی از «جنایت تعرض» طبقه‌بندی می‌شد.
این اصطلاح به ربودن زنی علیه اراده مردی که تحت سرپرستی او زندگی می‌کرد اشاره داشت و دخول جنسی عنصر ضروری آن نبود. تعابیر دیگر از تجاوز نیز در طول زمان تغییر کرده است. دادگاه بین‌المللی جزایی برای یوگسلاوی سابق، تجاوز را به عنوان جنایتی می‌دانست که نیاز به اجبار یا زور یا تهدید زور علیه قربانی یا شخص سومی دارد.
تا سال ۲۰۱۲، اف‌بی‌آی تجاوز را به عنوان یک جنایت که تنها توسط مردان علیه زنان انجام می‌شود در نظر می‌گرفت. در سال ۲۰۱۲، آنها تعریف خود را از «شناخت جنسی یک زن به زور و برخلاف اراده او» به «نفوذ، هرچند اندک، به واژن یا مقعد با هر بخشی از بدن یا شیء، یا آمیزش دهانی با عضو جنسی شخصی دیگر، بدون رضایت قربانی» تغییر دادند. تعریف به‌روز شده هنوز هم مردانی که به زور مجبور به نفوذ به زنان می‌شوند را در بر نمی‌گیرد، که به‌طور کلی به عنوان تعریف آکادمیک تجاوز شناخته می‌شود. با این حال، این تعریف هر دو جنس قربانی و مرتکب را شامل می‌شود و تأکید می‌کند که تجاوز با شیء می‌تواند به اندازه تجاوز با آلت تناسلی از نظر روانی آسیب‌زا باشد. این اداره همچنین به مواردی اشاره می‌کند که در آن قربانی به دلیل ناتوانی‌های ذهنی یا جسمی نمی‌تواند رضایت بدهد و به اعتیاد به مواد مخدر و الکل که می‌تواند منجر به عدم رضایت معتبر شود، پرداخته است. این تعریف تأثیری بر کدهای جنایی فدرال یا ایالتی ندارد و بر اتهام‌زنی و پیگرد قانونی در سطح فدرال، ایالتی یا محلی تأثیری نمی‌گذارد؛ بلکه به این معنی است که تجاوز به شکل دقیق‌تری در سطح ملی گزارش خواهد شد.
سازمان‌ها و نهادهای بهداشتی همچنین تعریف تجاوز را فراتر از تعاریف سنتی گسترش داده‌اند. سازمان جهانی بهداشت تجاوز را به عنوان نوعی از تعرض جنسی تعریف می‌کند، در حالی که مرکز کنترل و پیشگیری از بیماری تجاوز را در تعریف خود از تعرض جنسی شامل می‌سازد و به آن به عنوان شکلی از خشونت جنسی اشاره می‌کند. این مرکز همچنین به فهرست دیگری از اقدامات اجباری و غیرموافقت‌آمیز جنسی می‌پردازد که ممکن است شامل تجاوز باشد یا نباشد؛ این موارد عبارتند از: تعرض جنسی ناشی از دارو، اقداماتی که در آن قربانی مجبور به نفوذ به مرتکب یا شخص دیگری می‌شود، مستی که در آن قربانی قادر به دادن رضایت نیست (به دلیل ناتوانی یا بی‌هوشی)، نفوذ غیرفیزیکی که بعد از تحت فشار قرار‌ گرفتن فرد (از طریق تهدید یا سوءاستفاده از مقام) به وجود می‌آید، نفوذ اجباری یا تلاش‌شده برای نفوذ به قربانی به وسیله‌ی زور فیزیکی ناخواسته (شامل استفاده از سلاح یا تهدید به استفاده از سلاح). اداره کل بهداشت کهنه‌سربازان نیز غربال‌گری عمومی برای آنچه که «آسیب جنسی نظامی» نامیده می‌شود، انجام می‌دهد و خدمات پزشکی و بهداشت روانی را به صورت رایگان به کهنه‌سربازانی که این موضوع را گزارش می‌دهند، ارائه می‌دهد (عنوان 38 کد ایالات متحده 1720D؛ قانون عمومی 108–422).
برخی کشورها یا حوزه‌های قضایی بین تجاوز و تعرض جنسی تمایز قائل می‌شوند و تجاوز را به‌عنوان نفوذ آلت تناسلی به واژن تعریف می‌کنند، در حالی که سایر انواع فعالیت‌های جنسی غیرموافقت‌آمیز به‌عنوان تعرض جنسی تلقی می‌شوند. به عنوان مثال، اسکاتلند بر نفوذ آلت تناسلی تأکید دارد و نیاز دارد که تعرض جنسی تنها در صورتی تجاوز محسوب شود که با استفاده از آلت تناسلی صورت گرفته باشد. دادگاه بین‌المللی کیفری برای رواندا در سال ۱۹۹۸ تجاوز را به‌عنوان «یک حمله فیزیکی با ماهیتی جنسی که بر روی یک فرد تحت شرایطی اجباری صورت می‌گیرد» تعریف می‌کند. در موارد دیگر، اصطلاح تجاوز از استفاده قانونی خارج شده و به جای آن از اصطلاحاتی مانند تعرض جنسی یا عمل جنسی مجرمانه استفاده می‌شود.
برخی کشورها اقدام به جرم‌انگاری حذف کاندوم بدون توافق کرده‌اند، که در آن یک شریک کاندوم خود را در طول رابطه جنسی بدون اطلاع شریک دیگر حذف (یا عمداً آسیب می‌زند)؛ دلیل آن این است که رضایت به رابطه جنسی محافظت‌شده داده شده و نه به رابطه غیرمحافظت‌شده، که باعث می‌شود عمل بعدی غیرموافقت‌آمیز و بنابراین غیرقانونی باشد. برای چنین مواردی، کشورهای بریتانیا، سوئیس و نیوزیلند محکومیت‌های تجاوز را تصویب کرده‌اند، در حالی که استرالیا، کانادا و آلمان محکومیت‌هایی برای تعرض جنسی داشته‌اند؛ کالیفرنیا این عمل را نوعی ضرب‌وشتم جنسی می‌داند.

### دامنه
بزه‌دیدگان تجاوز یا تعرض جنسی از تنوع وسیعی در جنسیت‌ها، سنین، گرایش‌های جنسی، نژادها، مکان‌های جغرافیایی، فرهنگ‌ها و درجات ناتوانی یا معلولیت برخوردارند. موارد تجاوز به چندین دسته تقسیم‌بندی می‌شوند و ممکن است رابطه متجاوز با بزه‌دیده و زمینه تعرض جنسی را توصیف کنند. این دسته‌ها شامل تجاوز در قرار عاشقانه، تجاوز گروهی، تجاوز زناشویی، تجاوز خویشاوندی، سوءاستفاده جنسی از کودکان، تجاوز در زندان، تجاوز توسط آشنایان، تجاوز در جنگ و تجاوز قانونی می‌باشند. فعالیت جنسی اجباری می‌تواند برای مدت طولانی انجام شود و با آسیب جسمی اندک یا بدون آسیب جسمی همراه باشد.

### رضایت‌مندی
در تمام اظهارنظرات مربوط به تجاوز جنسی، عدم رضایت فرد قربانی، مورد توجه بسیار است. نیاز است که رضایت حتماً بیان شود. اما عدم مخالفت مشخصا به معنی رضایت نیست. عدم رضایت ممکن است نتیجهٔ اجبار زیاد شخصی باشد که مرتکب تجاوز می‌شود، یا نتیجهٔ ناتوانی فرد قربانی در اعلام رضایت خود باشد (مانند زمانی که فرد خواب است، یا حالت عادی ندارد (مست) یا ناتوان ذهنی است). قانون هم چنین ممکن است رضایت را در آمیزش‌های جنسی افراد زیر سن قانونی که قانوناً می‌توانند راضی به چنین روابطی با افراد بزرگسال‌تر از خود باشند، رد می‌کند. چنین مواردی گاهی «تجاوز قانونی» یا «آمیزش جنسی غیرقانونی یا نامشروع» خوانده می‌شوند. صرف‌نظر از اینکه آیا این روابط همراه با رضایت فرد زیر سن قانونی صورت می‌گیرد، چنین افرادی از نظر قانون در رابطه با شخص متجاوز ناتوان از اعلام رضایت برای سکس هستند. ممکن است با وجودی که فرد در ابتدا رضایت خود را برای سکس اعلام داشته، رضایتش را پس بگیرد، که در این صورت هر عمل جنسی که بعد از‍ پس گرفتن رضایت صورت گیرد، تجاوز محسوب می‌شود.
اجبار که تحت آن قربانی می‌تواند دچار فشار یا خشونت غیرقابل مقاومت شود یا به آن تهدید گردد و می‌تواند منجر به عدم مقاومت در برابر آمیزش شود، منتهی به فرض عدم رضایت می‌گردد اجبار می‌تواند فشار واقعی یا تهدیدی یا خشونت علیه قربانی یا کسی نزدیک به قربانی باشد. حتی باجگیری هم می‌تواند مشمول اجبار شود. سوءاستفاده از قدرت می‌تواند مشمول اجبار باشد. برای مثال در فیلیپین مردی که با زنی «به موجب دسیسه و فریب یا سوءاستفادهٔ جدی از قدرت» آمیزش می‌کند، مرتکب تجاوز شده‌است. محکمه جنایی بین‌المللی برای رواندا در قضاوت برجسته‌اش به سال ۱۹۹۸ تعریفی از تجاوز را استفاده کرد که در آن از واژه «رضایت» استفاده نشده بود: «تعرض جسمی با ماهیت جنسی که به فردی تحت شرایط اکراه‌آمیز وارد شده‌است.»
تجاوز زناشویی که به عنوان تجاوز زوجی نیز شناخته می‌شود، سکس بدون رضایتی است که تجاوزگر در آن همسر قربانی است. در نتیجه نوعی از تجاوز شریک جنسی، خشونت خانگی و سوءاستفاده جنسی است. از منظر تاریخی، و هنوز هم در بعضی کشورها رضایت در عقد ازدواج پیش‌فرض بود و در نتیجه تجاوز زوجی را غیرممکن می‌کرد. با این وجود تجاوز زوجی امروزه توسط قراردادهای بین‌المللی محکوم می‌شود و به‌طور روزافزون عملی مجرمانه محسوب می‌شود. در ۲۰۰۶ تخمین زده شد که تجاوز زناشویی می‌تواند در ۱۰۴ کشور مورد تعقیب قضایی قرار گیرد. (در ۴ مورد از این کشورها، تجاوز زناشویی تنها زمانی می‌تواند مورد تعقیب قرار گیرد که زوجین از لحاظ قضایی از هم جدا شده‌اند)
و از سال ۲۰۰۶ چند کشور دیگر هم تجاوز زوجی را غیرقانونی کردند. در ایالات متحده، تجاوز زوجی در ۵۰ ایالت غیرقانونی است. اولین ایالتی که آن را غیرقانونی کرد داکوتای جنوبی در ۱۹۷۵ و آخرین آن کارولینای شمالی در ۱۹۹۳ بود. سایر کشورهای در حال توسعه در سال‌های ۲۰۰۰ تا ۲۰۰۹ آن را غیرقانونی کردند. در بسیاری از کشورها، مشخص نیست که آیا تجاوز زناشویی تحت قوانین معمول تجاوز تحت پیگرد قرار می‌گیرد یا نه. با این وجود، در نبود قانون تجاوز زوجی احتمال دارد که ممکن باشد که برای آنچه بالفعل تجاوز است با توصیف آن به عنوان آزار و اذیت آن را مورد پیگرد قرار داد.

### انواع
چند نوع تجاوز وجود دارد که معمولاً با توجه به وضعیتی که در آن رخ می‌دهند، جنسیت یا ویژگی قربانی، و/یا جنسیت و ویژگی مجرم طبقه‌بندی می‌شود. انواع مختلف تجاوز شامل: تجاوز توسط آشنا، تجاوز دست جمعی، تجاوز زناشویی یا تجاوز زوجی، تجاوز به محارم، سوءاستفاده جنسی از کودکان، تجاوز در زندان، تجاوز جنگی و تجاوز از لحاظ قانونی است ولی به این موارد محدود نمی‌شود.

### تجاوز خاکستری
تجاوز خاکستری بنابر تعریف شکلی از درگیری جنسی است که «جایی میان رضایت و ممانعت» واقع می‌شود، زمانی که «هر دو طرف مطمئن نیستند که هر یک دقیقاً چه می‌خواهند» و میزان شیوع گستردهٔ آن نتیجه فقدان آگاهی و درک درست نسبت به مفهوم رضایت است.
بنابر تحقیقی که در انگلستان بر روی افراد ۱۴ تا ۲۵ سال انجام شده، تقریباً یک‌سوم دانش‌آموزان واقعاً چیزی در مورد رضایت در کلاس‌های توضیحات جنسی که شرکت در آن‌ها اجباری است یادنمی‌گیرند.
در واقع درصد زیادی از افراد مورد تجاوز قرار می‌گیرند چرا که آن‌ها دقیقاً نمی‌توانند به متجاوز بفهمانند که از این کار رضایت ندارند، از سوی دیگر اغلب متجاوزان فکر می‌کنند (یا ترجیح می‌دهند فکر کنند) که فردی که به او تجاوز می‌کنند مخالفتی با این کار ندارد و علی‌رغم ممانعت ظاهری، باطناً راضی است. میشله دکر، استاد دانشگاه جانز هاپکینز در تحلیلی که بر گزارش سازمان ملل متحد در مورد تجاوز در شش کشور آسیایی نوشته می‌گوید: «تجاوز لزوماً این نیست که شخصی تفنگ را بر روی شقیقهٔ یک زن بگذارد» گزارش مزبور نشان می‌دهد مردم تمایل دارند رفتارها را با تعریف قانونی تجاوز یعنی داشتن رابطه جنسی با یک زن بدون رضایت وی هماهنگ کنند ولی از واژهٔ تجاوز استفاده نکنند. میشله دکر می‌گوید: مردم تمایل دارند فکر کنند تجاوز کاری است که شخص دیگری انجام می‌دهد. نتایج تحقیق مزبور که در سال ۲۰۱۳ منتشر شد نشان می‌داد درصد بالایی از مردان کشورهای آسیایی با انجام شکلی از تجاوز موافقت دارند.

## انگیزه‌ها
سازمان جهانی بهداشت اعلام می‌کند که عوامل اصلی که منجر به وقوع خشونت جنسی علیه زنان، از جمله تجاوز جنسی می‌شوند، عبارتند از:
- باورها درباره آبرو و پاکی جنسی خانواده؛
- نگرش‌ها در مورد حق جنسی مرد؛
- ضعف مجازات‌های قانونی برای خشونت جنسی.

هیچ یک از این موارد به تنهایی نمی‌تواند انگیزه تجاوز را توضیح دهد؛ انگیزه‌های زیرین متجاوزان ممکن است چندگانه باشند. عوامل مختلفی پیشنهاد شده‌اند از جمله: خشم، قدرت، سادیسم، ارضای جنسی یا تمایلات تکاملی. با این حال، برخی از این عوامل شواهد قوی علّی دارند که از آنها حمایت می‌کند. دیوید لیسک، روانشناس بالینی آمریکایی و یکی از نویسندگان مطالعه‌ای در سال ۲۰۰۲ درباره تجاوزگران غیرقابل شناسایی، می‌گوید که در مقایسه با غیرمتجاوزان، تجاوزگران غیرقابل شناسایی و محکوم‌شده به‌طور قابل‌ملاحظه‌ای خشم بیشتری نسبت به زنان دارند و انگیزه بیشتری برای تسلط و کنترل آنها دارند، همچنین بیشتر تکانشی، غیرمهار شده، ضد اجتماعی، و دارای ویژگی‌های مردانه افراطی هستند و همدلی کمتری دارند.
پرخاشگری جنسی اغلب به‌عنوان ویژگی هویتی مردانه در برخی از گروه‌های مردانه در نظر گرفته می‌شود و با تمایل به به‌دست‌آوردن احترام بیشتر در میان همسالان مرد به‌طور قابل‌توجهی همبستگی دارد. رفتارهای پرخاشگرانه جنسی در میان جوانان مرد به عضویت در باندها یا گروه‌ها و همچنین داشتن دوستان خلافکار مرتبط است.
تجاوز گروهی به‌طور معمول توسط مرتکبین مرد به‌عنوان روشی موجه برای دلسرد کردن یا مجازات رفتارهایی که آنها به‌عنوان غیر اخلاقی در نظر می‌گیرند، تصور می‌شود – به‌عنوان مثال، پوشیدن دامن‌های کوتاه یا بازدید از بارها. در برخی مناطق در پاپوآ گینه نو، زنان ممکن است به‌وسیلهٔ تجاوز گروهی عمومی مجازات شوند، معمولاً با اجازهٔ بزرگان.
تجاوز گروهی و تجاوز دسته جمعی اغلب به‌عنوان وسیله‌ای برای تقویت روابط مردانه استفاده می‌شود. این موضوع به‌ویژه در میان سربازان مشهود است، زیرا تجاوز گروهی تقریباً سه‌سوم یا بیشتر از تجاوزهای جنگی را تشکیل می‌دهد، در حالی که تجاوز گروهی کمتر از یک‌چهارم تجاوزها در زمان صلح را شامل می‌شود. فرماندهان گاهاً سربازان جدید را به تجاوز تشویق می‌کنند، زیرا ارتکاب تجاوز می‌تواند تابو و غیرقانونی باشد و وفاداری را در میان افراد درگیر تقویت کند. گروه‌های شورشی که استخدام اجباری به‌جای استخدام داوطلبانه دارند، بیشتر با تجاوز مشارکت دارند، زیرا باور بر این است که سربازان جدید نسبت به گروه وفاداری کمتری دارند. در پاپوآ گینه نو، باندهای شهری مانند باندهای راسکول اغلب از اعضای جدید می‌خواهند که به‌عنوان بخشی از مراسم ورود، زنان را تجاوز کنند.
مجرمان قاچاق جنسی و قاچاق جنسی سایبری نیز برای منافع مالی و یا ارضای جنسی، اجازه می‌دهند یا به‌طور مستقیم به تجاوز می‌پردازند. پورنوگرافی تجاوز، از جمله پورنوگرافی کودکان، به‌منظور کسب سود و دلایل دیگر تولید می‌شود. نمونه‌هایی از سوءاستفاده جنسی از کودکان و ویدیوهای تجاوز به کودکان در پلتفرم‌هایی مانند پورن‌هاب مشاهده شده است.

## اثرات
یکی از معیارهایی که توسط سازمان جهانی بهداشت برای تعیین شدت نرخ‌های جهانی فعالیت‌های جنسی اجباری و تحمیلی مورد استفاده قرار می‌گیرد، سوال «آیا تا به حال مجبور شده‌اید که علیه میل خود، رابطه جنسی داشته باشید؟» است. پرسیدن این سوال نرخ پاسخ مثبت بالاتری را نسبت به این سوال که آیا تاکنون مورد سوءاستفاده یا تجاوز قرار گرفته‌اند، به همراه داشت.
گزارش سازمان جهانی بهداشت عواقب سوءاستفاده جنسی را توصیف می‌کند:
- اختلالات زنان و زایمان
- اختلالات تولید مثل
- اختلالات جنسی
- ناباروری
- بیماری التهابی لگن
- عوارض بارداری
- سقط خودبه‌خودی
- ابتلا به بیماری‌های آمیزشی، از جمله اچ‌آی‌وی/ایدز
- مرگ و میر ناشی از جراحات
- افزایش خطر خودکشی
- افسردگی
- درد مزمن
- اختلال علائم جسمانی
- سقط جنین ناامن
- بارداری ناخواسته (بارداری به‌دنبال تجاوز جنسی را ببینید)

### مقصر دانستن قربانی
«مقصر دانستن قربانی» بدین معنی است که قربانی یک جرم را کاملاً یا تا حدودی در به وقوع پیوستن جرم مسئول بدانیم. در مورد تجاوز جنسی، این مفهوم اشاره دارد به تئوری دنیای عادل و این نگرش عمومی که برخی رفتارهای خاص قربانی (از قبیل لاس زدن یا پوشیدن لباس‌های تحریک‌کننده جنسی) ممکن است تجاوز جنسی را برانگیزد. در موارد افراطی، گفته می‌شود که قربانی فقط با متین رفتار نکردن خودش آن را فرا خوانده‌است. در بیشتر کشورهای غربی، حمایت از تحریک جنسی به عنوان یکی از علل کاهش خطرات تجاوز جنسی پذیرفته نمی‌شود. یک بررسی جهانی در مورد نگرش‌ها به خشونت جنسی که توسط انجمن جهانی تحقیقات بهداشت و درمان انجام شد نشان داد که مفهوم مقصر دانستن قربانی حداقل تا حدودی در اکثر کشورها پذیرفته شده‌است. در بعضی کشورها مقصر دانستن قربانی خیلی عمومی‌تر است و گاهی چنین تصور می‌شود که زنانی که مورد تجاوز جنسی قرار می‌گیرند، نامناسب رفتار کرده‌اند. معمولاً، این‌ها کشورهایی هستند که در آن‌ها شکاف اجتماعی عمیقی بین وضعیت و آزادی‌های فراهم شده زنان و مردان وجود دارد.
ام. بادی و آرتور جی. میلر در یک خلاصه از پژوهش‌های پیرامون باورهای نادرست در مورد تجاوز عنوان می‌کنند:
قربانیان تجاوز وقتی دیرتر در جریان تجاوز در برابر حمله مقاومت می‌کنند بیشتر سرزنش می‌شوند تا وقتی که زودتر مقاومت می‌کنند. (کوپر، ۱۹۹۶)، که به نظر می‌رسد به کلیشه‌ای اشاره می‌کند که می‌گوید این زنان مقاومت دروغین می‌کنند. (ملموث و براون، ۱۹۹۴؛ موهلن‌هارد و راجرز، ۱۹۹۸) یا به خاطر اینکه در تجربهٔ جنسی تا اینجا پیش رفته‌اند پس به دروغ مرد را تشویق کرده‌اند. در نهایت، این باور که وقتی قربانیان تجاوز توسط یک آشنا یا کسی که با او قرار داشته‌اند مورد تجاوز قرار می‌گیرند بیشتر سرزنش می‌شوند تا وقتی که تجاوز توسط یک ناشناس انجام می‌شود. (برای مثال. بل، کریلف، و لوتس، ۱۹۹۴؛ بریجز، ۱۹۹۱؛ بریجز و مک گریل، ۱۹۸۹؛ چک و ملموث، ۱۹۸۳؛ کانکر، شاهرولا، فرانکو، کونجو، و پینتو، ۱۹۹۱؛ لارماند و پپیتونه، ۱۹۸۲؛ تترالت و بارنت، ۱۹۸۷)، که به نظر می‌رسد از کلیشه‌ای برمی‌خیزد که از آن جایی‌که قربانیان متجاوز را می‌شناسند و شاید حتی با او سر قرار رفته‌اند واقعاً می‌خواهند سکس داشته باشند. به نظر می‌رسد پیام بنیانی این پژوهش این باشد که وقتی عناصر تجاوز کلیشه‌ای خاصی وجود داشته باشند احتمالاً قربانیان تجاوز مورد سرزنش واقع می‌شوند.
با این وجود، آن‌ها اظهار می‌کنند که «افراد ممکن است باورهای نادرست پیرامون تجاوز را بپذیرند و در عین حال اثرات منفی تجاوز را قبول داشته باشند.»
تعدادی از کلیشه‌ها در مورد نقش‌های جنسیتی می‌توانند در توجیه تجاوز نقش ایفا کنند. در مورد تجاوز مرد به زن، این کلیشه‌ها شامل این نظرات است که: قدرت مختص مردان است در حالی که زنان به درد سکس می‌خورند و کالایی بیش نیستند، اینکه زنان خواهان سکس اجباری و توسری خوری هستند، و اینکه تکانه‌ها و رفتارهای جنسی مردان غیرقابل کنترل است و باید ارضا شود. در مورد تجاوز زن به مرد، قربانی یا احتمالاً ضعیف فرض می‌شود یا در فرهنگ‌هایی که مردان با پیروزی‌های جنسی جایگاه کسب می‌کنند خوش شانس تصور می‌شود.

### آثار روانی تجاوز
بیشتر زنانی که مورد تجاوز قرار می‌گیرند یا می‌خواهند این واقعه را از ذهن بیرون کنند یا مایل به آنچه که فرایند اهانت‌آمیز معاینه پزشکی، بازجویی پلیس و رسیدگی دادگاه می‌دانند، نیستند. فرایند قانونی اغلب مدت بسیار زیادی به طول خواهد انجامید؛ ممکن است قبل از این که دادگاه رأی بدهد هجده ماه از وقوع حادثه گذشته باشد. البته در ایران دادگاه رسیدگی‌کننده به جرایم منافی عفت علنی نیست مطابق ماده ۱۸۸ قانون دادرسی کیفری محاکمات دادگاه علنی است به استثنای موارد زیر به تشخیص دادگاه:
1. اعمال منافی عفت و جرائمی که برخلاف اخلاق حسنه‌است.
2. امور خانوادگی یا دعاوی خصوصی به درخواست طرفین.
3. علنی بودن محاکمه مخل امنیت یا احساسات مذهبی باشد.

بیش از نیمی از تجاوزات جنسی، به‌طور خود به خودی اتفاق نمی‌افتند، بلکه حداقل تا اندازه‌ای از پیش برنامه‌ریزی شده‌اند. تجاوز جنسی با سلطه و قدرت مرتبط است؛ اکثر تجاوزگران جنسی تنها هنگامی می‌توانند از نظر جنسی تحریک شوند که قربانی را دچار وحشت و خفت نموده باشند و عمل جنسی خود اهمیت کمتری دارد.

## پیگرد قانونی

### گزارش
خشونت جنسی خصوصاً تجاوز جنسی، جزو جرائمی در نظر گرفته می‌شود که کمتر گزارش می‌شود (انجمن پزشکی آمریکا، ۱۹۹۵). لذا تعداد تجاوزهای جنسی گزارش شده از میزان‌های شیوع و بروز آن کمتر است(Walby and Allen,200۴).
ملزومات قانونی برای گزارش تجاوز جنسی بسته به صلاح‌دید دادگاه‌ها تغییر می‌کند، هر کدام از ایالات آمریکا ممکن است ملزومات متفاوتی داشته باشند، درحالی‌که سایر کشورها ممکن است محدودیت‌های سختگیرانه کمتری داشته باشند.

### رسیدگی
از آنجا که اکثر موارد تجاوز جنسی توسط افراد آشنا با قربانی اتفاق می‌افتد، شروع و ادامه تحقیقات در مورد تجاوز جنسی به خواست، توانایی گزارش و توصیف آن توسط قربانی بستگی دارد.
شواهد بیولوژیک از قبیل منی، خون، ترشحات واژینال، بزاق و سلول‌های اپیتلیال واژن (که معمولاً توسط کیت تجاوز جنسی جمع‌آوری می‌شود) ممکن است در آزمایشگاه جرم‌شناسی مشخص شده و از نظر ژنتیکی بررسی شود. اطلاعات به دست آمده از آنالیزها عموماً می‌تواند مشخص کند آیا رابطه جنسی اتفاق افتاده‌است، و اطلاعاتی از موقعیت حادثه به دست دهد و با نمونه‌های مرجع بیماران و مظنونان مقایسه شود.

### محکومیت
در انگلستان، آمار موارد تجاوز جنسی گزارش شده یک کاهش پیش‌رونده در میزان محکومیت را نشان می‌دهد، به‌طوری‌که در سال ۲۰۰۲ به کمترین حد خود یعنی ۵٫۶٪ رسید. دولت نگرانی خود را از افزایش سالیانه موارد گزارش شده تجاوز جنسی ابراز کرده و متعهد شده به این «شکاف عدالت» رسیدگی کند

## جلوگیری و درمان
از آن جایی‌که خشونت جنسی تمام بخش‌های جامعه را تحت تأثیر قرار می‌دهد، پاسخ به آن فراگیر است. پاسخ‌ها می‌توانند این‌گونه دسته‌بندی شوند: راه‌های فردی، پاسخ‌های درمانی، تلاش‌های مبتنی… بر جامعه و فعالیت‌هایی جهت جلوگیری از سایر انواع خشونت جنسی.
«بهبودی پس از تجاوز جنسی مفهومی پیچیده و پربحث است» گروه‌های حمایتی که معمولاً از طریق سازمان‌های «مادر» قابل دسترسی هستند (لیست موسسات ضد خشونت جنسی در آمریکا را ببینید) به وفور یافت می‌شوند و شامل چند گروه آنلاین هم می‌گردند.

## اتهام تجاوز جنسی
بزرگ‌ترین و دقیق‌ترین مطالعهٔ موجود زیر نظر وزارت داخلی بریتانیا انجام شده که برپایهٔ ۲٬۶۴۳ پروندهٔ آزار جنسی بوده‌است. (Kelly, Lovett, and Regan, 2005). در بین این پرونده‌ها ۸٪ موارد توسط ادارهٔ پلیس به عنوان گزارش دروغ طبقه‌بندی شده بودند. به هر حال متوجه شدند که بعضی از این طبقه‌بندی‌ها صرفاً براساس قضاوت شخصی بازپرسان پلیس و با تخلف از ضوابط رسمی مشخص کردن ادعای دروغین بوده‌است.
کاوش دقیق‌تر این دسته، با اعمال قوانین وزارت داخلی برای محاسبهٔ ادعای دروغین و جدا کردن پرونده‌هایی که تأیید داشتن شرایط آن‌ها مشکوک بود، باعث کاهش درصد گزارش‌های دروغین به ۳٪ شد. پژوهش‌گران نتیجه گرفتند که: «نمی‌توان ارزش اسمی تمام موارد مشخص شده توسط پلیس را تعیین کرد» و اینکه: «پیگرد کنندگان و افسران پلیس در مورد ادعاهای دروغ تخمین حد بالا می‌زنند.» علاوه بر این، اضافه کردند:
مصاحبه‌های پلیس و پاسخ‌های شاکیان نشان می‌دهد که، با وجود توجه به مراقبت از قربانی، حتی در بین آن‌ها که در بازپرسی تجاوز جنسی خبره هستند، همچنان نوعی فرهنگ بدگمانی در بین نیروی پلیس وجود دارد. همچنین تمایلی برای وصل ادعاهای دروغ با مواردی که شاکی بی‌خیال شده و شکایتش را پس‌گرفته‌است، وجود دارد، انگار که در تمام این موارد هیچ آزار جنسی رخ نداده‌است. این فرهنگ بازپرسی‌ای را ایجاد می‌کند که در آن بر روی عواملی تأکید می‌شود که ممکن است اجازهٔ مشخص کردن یک شکایت به عنوان ادعای دروغ را بدهند، به جای اینکه تحقیق دقیقی انجام شود که در آن شواهد جمع‌آوری شده، ارزیابی شوند.
یک مطالعهٔ در ابعاد بزرگ دیگر نیز در استرالیا، بر اساس ۸۵۰ مورد تجاوز جنسی گزارش شده به پلیس ویکتوریا، انجام شد(Heenan & Murray, 2006). پژوهشگران ۸۱۲ پرونده با داده‌های کافی را با روش‌های کمی و کیفی بررسی کردند، تا تعیین مناسبی برسند و تشخیص دادند که ۲٫۱٪ این پرونده‌ها توسط پلیس به عنوان گزارش دروغین طبقه‌بندی شده بودند. سپس تمامی این شاکی‌ها به خاطر ضبط گزارش دروغین به پلیس یا جریمه شدند یا تهدید به جریمه شدند.
گزارش‌های اف‌بی‌آی مرتباً رقم اتهام‌های تجاوز جنسی «بی‌اساس» را ۸٪ اعلام می‌کنند. رقم «بی‌اساس» برای تجاوزهای جنسی زوری از همهٔ دیگر جرم‌های شاخص بیشتر است. نرخ متوسط گزارش‌های بی‌اساس برای جرایم شاخص ۲٪ است. به‌هرحال «بی‌اساس» با ادعای دروغین به یک معنا نیست و آن‌طور که بروس گروس (Bruce Gross) از ژورنال بازپرس دادگاهی (Forensic Examiner) توضیح می‌دهد:
این آمار تقریباً بی‌معناست، چون خیلی از حوزه‌های قضایی که اف‌بی‌آی از آن‌ها داده‌های جرم‌ها را جمع‌آوری می‌کند، از تعاریف یا معیارهای مختلفی برای «بی‌اساس» استفاده می‌کنند؛ بنابراین، یک گزارش تجاوز جنسی ممکن است به عنوان «بی‌اساس» طبقه‌بندی شود (به جای تجاوز زوری) زیرا قربانی مورد نظر برای پی‌گیری شکایت از مظنون تلاش نکند، یا اگر مرتکب مورد نظر از زور فیزیکی یا اسلحه به هر نوع استفاده نکند، یا اگر قربانی مورد نظر دچار هیچ آسیب فیزیکی نشده باشد، یا اگر قربانی موردنظر پیش‌تر یک رابطهٔ جنسی داشته بوده باشد. به همین شکل، یک گزارش ممکن است بی‌اساس فرض شود، اگر هیچ مدرک فیزیکی وجود نداشته باشد، یا ناهم‌خوانی زیادی بین بیان‌های متهم‌کننده و آنچه که شواهد نشان می‌دهند وجود داشته باشد. از این‌رو، اگر چه بعضی از پروندهٔ تجاوز جنسی بی‌اساس ممکن است دروغین یا ساختگی باشند، همهٔ پرونده‌های بی‌اساس دروغین نیستند.
عموماً این گونه گزارش شده‌است که حدود ۲ درصد از پرونده‌های گزارش‌های تجاوز جنسی، تهمت بوده‌اند. در یک مرور آکادمیک در مجلهٔ «لویولای مرور قوانین لس‌آنجلس»، ادوارد گرییر نتوانست منابع دست‌اولی برای این رقمی که این‌قدر همه‌جا گفته می‌شود پیدا کند.
مروری در سال ۲۰۰۶ توسط فیلیپ رومنی در مجلهٔ حقوق کمبریج چند مطالعه را یافت که این رقم را حدود ۲٪ اعلام می‌کردند ولی فقط یک مطالعهٔ کوچک (۵۴۵ موردی) بود که می‌توانست منبع رقمِ ۲٪ باشد. و همچنین در مورد روش‌شناسی این مطالعه‌ها ابراز شک کرد.
جامعه‌شناس دانشگاه پوردو (به انگلیسی: Purdu) به نام اوگن کانین (به انگلیسی: Eugene Kanin) گزارش‌های تجاوز جنسی را در یک شهر کوچک تقریباً غربی بین سال‌های ۱۹۷۸ و ۱۹۸۷ خلاصه کرد و دریافت که ادارهٔ پلیس ۴۱٪ از ۱۰۹ مورد گزارش‌های آزار جنسی را دروغین تشخیص داده بود. ادارهٔ پلیس به همهٔ شاکی‌های تجاوز جنسی پیشنهاد جدی استفاده از دستگاه دروغ‌سنج را داده بود. دیوید لیزاک (به انگلیسی: David Lisak) این‌گونه استدلال می‌کند(۲۰۰۷) که کار «کانین» یک مطالعهٔ پژوهشی نیست، چرا که تنها از نظرات افسرهای پلیس استفاده می‌کند، بدون این‌که هیچ جستجوی دیگری را خودش انجام دهد و این کار یک «قطعه نظر تحریک‌کننده‌است، اما پژوهش علمی مسئلهٔ گزارش دروغین تجاوز جنسی نیست» و «مطمئناً نباید از به عنوان ادعایی در مورد پایه‌های علمی برای موضوع فراوانی ادعاهای دروغین استفاده کرد. همین‌طور، جان بنکرافت (به انگلیسی: John Bancroft) ادعا می‌کند که جستجویی که بر روی ادبیات مربوط به گزارش‌های دروغین تجاوز جنسی، انجام شده، مشخص می‌کند که رقم ۴۱٪ که به شکلی غیرمعمول زیاد است. کانین ادعا می‌کند که «شاکی باید تأیید کند که تجاوز جنسی‌ای اتفاق نیافتاده‌است. او تنها کسی است که می‌تواند ادعای تجاوز جنسی دروغین است». لیزاک (به انگلیسی: Lisak)، کانین را متهم می‌کند که نظرات ادارهٔ پلیس را بدون جستجوی بیشتر به عنوان واقعیت در نظر گرفته‌است:
 کانین هیچ تلاشی را برای سیستمیزه کردن «سنجش» اش از گزارش‌های پلیس، نشان نمی‌دهد۰- مثلاً با فهرست کردن جزئیات یا فاکت‌هایی که برای «سنجش» معیارهایی استفاده کرده که پلیس از آن‌ها برای نتیجه‌گیری استفاده می‌کند. همچنین هیچ تلاشی نشان نمی‌دهد که سنجش‌اش از آن گزارش‌ها را با سنجش پژوهش مستقل دیگری مقایسه کند تا تحلیل اعتبار سنجی ایجاد کند. این قانون اصلی علم را نقض می‌کند، قانونی که که برای این طراحی شده‌است که اطمینان ایجاد کند که مشاهده‌ها صرفاً بازتاب سوگیری مشاهده‌گر نیستند. [...] [کانین] صرفاً نظرات افسران پلیس را تکرار می‌کند که نتیجه گرفتند که پرونده‌های مورد نظر ادعای دروغین بودند.
لیزاک بعدتر در سال ۲۰۱۰ پژوهش خودش را در زمینهٔ خشونت علیه زنان منتشر کرد، که در آن نرخ ادعاهای دروغین را ۵٫۹٪ به دست آورد.

## آمار

### تفسیر آمار تجاوز

تجاوز به همسر
غیرقانونی جرم است
غیرقانونی جرم نیست

بسیاری از کشورهای جهان به‌طور رسمی آمار مربوط به جرایم جنسی خود را گزارش نمی‌کنند. معیارهای تجاوز نیز در کشورهای مختلف متفاوت است. به عنوان مثال، ثبت تجاوز در سوئد بسیار بالا است و جزو نخستین کشورها در آمارها است. اما معیارِ تجاوز در این کشور متفاوت است. به عنوان مثال، اگر در یک دادگاه سوئد زنی علیه همسر خود شکایت کند که در طول یک سال قبل، مثلاً هر هفته برخلاف رضایتش با او رابطه جنسی برقرار کرده، این به معنی ثبت حدود ۵۰ مورد «پرونده جداگانه تجاوز» در جداول آماری این کشور خواهد بود. این در حالی است که اگر آن زن در بسیاری از دیگر نقاط دنیا -و از جمله ایران- زندگی کند، امکان شکایت از شوهر خود را نخواهد داشت چون در قوانین آن کشورها، اساساً تجاوز به همسر به رسمیت شناخته نشده‌است. از این رو، حتی با وجود آمارهای رسمی، باید به معیارهای تجاوز در هر کشور توجه کرد.

### آمار تجاوز
همچنین ببینید: تخمین‌ها از خشونت سوپرجنسی
یک گزارش ایالات متحده که توسط منابع دولتی تألیف شده‌است نشان داد که بیش از ۲۵۰٬۰۰۰ پرونده تجاوز یا اقدام به تجاوز سالانه توسط پلیس ثبت شده‌است. دادهٔ گزارش شده از ۶۵ کشور جمع‌آوری شد.
در ۲۰۰۷، ۴۰٪ از ۶۰٬۴۲۷ گزارش تجاوز به عنف با دستگیری یا «شرایط استثنایی» نهایی شد. شرایط استثنایی به وضعیت‌هایی اشاره می‌کند که قربانی از ارائه اطلاعات یا کمک ضروری جهت صدور حکم دستگیری امتناع می‌کند، متهم پیش از دستگیری می‌میرد، یا نمی‌توان متهم را از ایالت دیگر استرداد کرد.
در هر دو دقیقه یک زن در آمریکا مورد آزار جنسی قرار می‌گیرد، در هند در هر بیست و دو دقیقه به یک زن تجاوز جنسی می‌شود و در هر یک دقیقه یک نفر در کنگو مورد تجاوز قرار می‌گیرد.
برخلاف باور همگانی، تجاوز در خارج از خانه‌ها بسیار نادر است. بر اساس نتایج یک تحقیق بیش از دو سوم همه موارد مربوط به تجاوز در منزل شخصی رخ می‌دهد. (در دو سوم موارد قربانی مهاجم را می‌شناسد). بر اساس نتایج این تحقیق ۳۱ درصد تجاوزها در خانه‌های متجاوزان، ۲۷ درصد در خانه‌های قربانیان، و ۱۰ درصد در خانه‌های مشترک قربانیان و متجاوزان اتفاق می‌افتند. علاوه بر خانه‌ها، ۷ درصد تجاوزها در مهمانی، ۷ درصد در وسایل نقلیه، ۴ درصد بیرون از خانه و ۲ درصد در بارها، روی می‌دهند.
۴۴ درصد موارد تجاوز جنسی زیر ۱۸ سال و در نهایت ۸۰ درصد کسانی که مورد هدف تجاوز جنسی قرار می‌گیرند تا زیر ۳۰ سال سن دارند.

### ایران
روز شنبه ۲۶ مرداد ۱۳۹۹، سعید مدنی (جامعه‌شناس) در گفتگو با روزنامه شرق، با تأکید بر اینکه ۸۰ درصد موارد تجاوز جنسی در ایران گزارش نمی‌شود، گفت: «بیشترین آمار تجاوز» که گزارش شده مربوط به استان تهران است. او آمار تجاوزهای جنسی اعلام شده در استان تهران را سالانه ۱۶۵۰ مورد اعلام کرده‌است. به گفته سعید مدنی نتایج برخی مطالعات موردی نشان می‌دهد که قربانیان تجاوز در استان کهگیلویه‌وبویراحمد میانگین سنی ۲۰ ساله داشته‌اند و برخی قربانیان ۷ ساله بوده‌اند. وی می‌گوید یک مطالعه موردی دیگر نشان می‌دهد که در استان اصفهان میانگین سنی قربانیان تجاوز جنسی ۲۳ سال بوده‌است. این جامعه‌شناس با تأکید بر اینکه حمایت از قربانی تجاوز در قانون ایران حداقلی است، گفته‌است: «هیچ ارزیابی دقیقی از قربانیان تجاوز در کشور نداریم».

### استرالیا
نظرسنجی امنیت زنان استرالیایی که توسط دایرهٔ آمار در ۱۹۹۶ انجام شد شامل نمونه تصادفی از ۶٬۳۰۰ زن ۱۸ سال و بیش از آن بود. این نظرسنجی این یافته را به‌دست‌آورد که شیوع آزار جنسی در ۱۲ ماه گذشته ۱٫۹ درصد بوده‌است. مردان آشنا بیش از دو سوم مهاجمان را تشکیل می‌دادند. تنها ۱۵٪ از زنان آزار دیده در نمونه به پلیس گزارش کرده بودند.

### کامبوج
نهادهای غیردولتی محلی و بین‌المللی تخمین می‌زنند که در کامبوج تجاوز معمول است، ولی تنها اقلیت بسیار کوچکی از این آزارها گزارش می‌شود که علت آن انگ اجتماعی همراه با قربانی جرم جنسی به ویژه از دست دادن باکرگی قبل از ازدواج {بدون توجه به چگونگی آن} می‌باشد. از نوامبر ۲۰۰۸ تا نوامبر ۲۰۰۹، پلیس ۴۶۸ مورد تجاوز، اقدام به تجاوز و مزاحمت جنسی را ثبت کرده‌است که نسبت به سال پیش از آن رشد ۲٫۴ درصدی داشته‌است. شکستن سکوت-خشونت جنسی در کامبوج، گزارشی است که توسط سازمان عفو بین‌الملل تهیه و در سال ۲۰۱۰ منتشر گردیده‌است و وضعیت خشونت جنسی در کامبوج را بررسی می‌کند. این گزارش دریافته‌است که در تجاوزات گزارش شده که اقلیت اندکی هستند، پاسخ بسیار معمول مسئولان ضابط قضایی که شامل پلیس و کارکنان دادگاه می‌شوند این است که یک «توافق» فراقانونی میان قربانی و مجرم (یا خانواده‌هایشان) تنظیم می‌کنند که در آن متجاوز مبلغی پول می‌پردازد که میان مسئولان و قربانی (و خانواده‌اش) تقسیم می‌شود و پس از آن قربانی هرگونه شکایت کیفری علیه مجرم را پس می‌گیرد و مدعی‌العموم پرونده را می‌بندد. زمانی که به یک تجاوز رسیدگی می‌شود، معمولاً از شاکی انتظار می‌رود که مبلغی بیش از حد معمول به مسئولان بپردازد تا مطمئن شود که دادگاه پرونده را پیگیری می‌کند، در غیر این صورت روند دادرسی کند است و ممکن است بیش از ۲ سال برای هر نوع نتیجه‌ای به طول انجامد. در طول دورهٔ پیش از دادرسی، همیشه این خطر وجود دارد که خانواده مجرم به جهت اینکه تبرئه یا کاهش مجازاتش را تضمین کنند، رشوه بدهند.

### کره جنوبی
تجاوز جنسی در جمهوری کره، مشکل اساسی بوده و در ارتش کره جنوبی، سالانه ۳۹۸ آمار به دست می‌آید. در مجموع سالانه ۱۵۱۳ پرونده تجاوز جنسی ثبت می‌کردند که بیش از ۶۲٪ آنها خانم (مؤنث) کمتر از ۳۴ سال سن دارند. تجاوز جنسی میان پسران نیز رایج است و ۷٪ پرونده مربوط به دو همجنس آقا (مذکر) است.

### کانادا
معتبرترین پژوهش در این حوزه از سوی مرکز آماری کانادا در سال ۱۹۹۲ انجام شد که شامل ۱۲٬۳۰۰ نمونهٔ تصادفی از زنان کانادایی بود (Johnson and Sacco, 1995). یافته‌های این پژوهش حاکی از این بود که از هر ۳ زن یکی از آن‌ها آزار جنسی را تجربه کرده بود [مورد شک- بحث] و تنها ۶٪ از این موارد به پلیس گزارش شده بود.

### جمهوری دموکرات کنگو
در کنگوی شرقی، شیوع و شدت تجاوز و دیگر اشکال خشونت جنسی به عنوان بدترین موارد در دنیا گزارش شده‌است. برآورد می‌شود که هم‌اکنون در جمهوری دموکرات کنگو حدود ۲۰۰٬۰۰۰ قربانی زندگی می‌کنند که از تجاوز جنسی جان سالم به در برده‌اند. یک پژوهش اخیر اعلام می‌کند سالانه بیش از ۴۰۰٬۰۰۰ زن در جمهوری دموکرات کنگو مورد تجاوز جنسی واقع می‌شوند. تجاوز جنسی هنگام جنگ (تجاوز جنسی جنگی) در جمهوری دموکرات کنگو اغلب از سوی مفسران به عنوان «اسلحهٔ جنگ» یاد می‌شود. Louise Nzigire، مددکار اجتماعی اهل کنگو می‌گوید «هدف این خشونت نابودی جمعیت بود». او همچنین اظهار می‌کند تجاوز جنسی «یک سلاح ساده و ارزان در دست تمام گروه‌های درگیر جنگ بوده‌است، سلاحی که بسیار آسان‌تر از گلوله و بمب قابل دست یابی است».

### آفریقای جنوبی
آفریقای جنوبی یکی از بالاترین میزان‌های شیوع تجاوز جنسی به اطفال در جهان را دارد، به‌طوری‌که در سال ۲۰۰۰ بیشتر از ۶۷۰۰۰ مورد تجاور جنسی به کودکان گزارش شد و گروه‌های حمایتی بر این باورند که موارد گزارش نشده می‌تواند تا ۱۰ برابر بیشتر باشد. در سال ۲۰۰۱، یک شیرخوار ۹ ماهه مورد تجاوز جنسی قرار گرفت و احتمالاً به خاطر عدم تحمل درد از هوش رفت. یک شیرخوار ۹ ماهه دیگر بعد از اینکه توسط مادر نوجوانش رها شد، توسط ۶ مرد ۲۴ تا ۶۶ ساله مورد تجاوز جنسی قرار گرفت. یک دختر ۴ ساله بعد از تجاوز جنسی توسط پدرش فوت کرد. یک دختر ۱۴ ماهه توسط دو عمویش مورد تجاوز جنسی قرار گرفت. در فوریه ۲۰۰۲، گزارش شد که یک شیرخوار ۸ماهه توسط ۴ مرد مورد تجاوز گروهی قرار گرفت. یک نفر متهم شد. شیرخوار به اعمال جراحی ترمیمی وسیعی نیاز پیدا کرد. جراحات این شیرخوار آنقدر وسیع بود که سبب افزایش توجه به تعقیب قانونی شد. یک عامل مؤثر در تشدید کودک آزاری، این باور غلط همه گیر در آفریقای جنوبی ست که ایجاد رابطه جنسی با یک باکره ایدز را درمان می‌کند.
یک سوم از ۴۰۰۰ زنی که توسط انجمن اطلاعات، توانمندسازی و شفافیت مورد سؤال قرار گرفتند بیان کردند که طی سال گذشته مورد تجاوز جنسی قرار گرفته‌اند. در یک مطالعه جدید که توسط شورای تحقیقات پزشکی (MRC) انجام شد، بیشتر از ۲۵٪ از مردان آفریقای جنوبی که مورد سؤال قرار گرفتند اقرار کردند یک نفر و تقریباً نیمی از آن‌ها بیشتر از یک نفر را مورد تجاوز جنسی قرار داده‌اند. در یک مطالعه دیگر که در سال ۲۰۱۰ توسط بنیاد تحقیقات پزشکی تحت حمایت دولت انجام شد، بیشتر از ۳۷٪ از مردان استان گوتنگ بیان کردند که زنی را مورد تجاوز قرار داده‌اند. ۷٪ از این ۴۷۸ مرد مورد بررسی گفتند که در تجاوز گروهی شرکت کرده‌اند. یک تحقیق بین بچه‌ها مشخص کرد که ۱۱٪ از پسرها و ۴٪ از دخترها شخصی را مجبور به رابطه جنسی با خود کرده‌اند، در حالی که در یک تحقیق دیگر در شهرستان سوتو که بین ۱۵۰۰ دانش آموز انجام شد، یک چهارم از کل پسرهای مورد مصاحبه بیان کردند از تجاوز جنسی گروهی (jackrolling) لذت برده‌اند.

### انگلستان
بر اساس یک گزارش خبری که در ۱۲ نوامبر ۲۰۰۷ از شبکه بی‌بی‌سی پخش شد، ۸۵۰۰۰ زن در سال قبل از آن در انگلستان مورد تجاوز جنسی قرار گرفته بودند که این معادل ۲۳۰ مورد در روز است. بر طبق این گزارش یک دویستم زنان انگلیسی در سال ۲۰۰۶ مورد تجاوز جنسی قرار گرفته‌اند. این گزارش همچنین نشان داد که تنها ۸۰۰ نفر در آن سال به خاطر تجاوز محکوم شدند.

### آمریکا
اداره آمار وزارت دادگستری آمریکا (۱۹۹۹) تخمین زد که ۹۱٪ از قربانیان تجاوز زن و ۹٪ مرد هستند و ۹۹٪ از متجاوزین مرد هستند. روی هم رفته بعضی از انواع تجاوز جنسی از گزارش‌های رسمی حذف می‌شوند، (برای مثال در تعریف FBI همه انواع تجاوز به جز تجاوز به زور به زنان حذف می‌شود) زیرا شمار زیادی از تجاوزهای جنسی حتی اگر جزو موارد قابل گزارش باشند گزارش نمی‌شوند و همچنین موارد زیادی از تجاوزهایی که به پلیس گزارش می‌شوند منجر به پیگرد قانونی نمی‌شوند. بر اساس اسناد Criminal Victimization (میزان قربانی شدن واقعی) وزارت دادگستری آمریکا، در سال ۲۰۰۵ به‌طور کلی ۱۹۱۶۷۰ تجاوز یا خشونت جنسی گزارش شده‌است. تنها ۱۶٪ از تجاوزهای و خشونت‌های جنسی به پلیس گزارش می‌شوند. (تجاوز جنسی در آمریکا: گزارشی به ملت. ۱۹۹۲ و صندوق جمعیت سازمان ملل متحد، ۲۰۰۰a)] بدون در نظر گرفتن موارد گزارش نشده، تنها ۵٪ متجاوزان جنسی حداقل یک روز را در زندان می‌گذرانند. یک ششم زنان آمریکایی مورد تجاوز جنسی قرار گرفته‌اند. بیشتر از یک چهارم زنان در سنین کالج تجربه مورد تجاوز قرار گرفتن از سن ۱۴ سالگی را ذکر می‌کنند.
وزارت دادگستری ایالات متحده، آمار جنایتهای مربوط به تجاوز جنسی را تنها میان مردمی که بر اساس سفید یا سیاه‌پوستی طبقه‌بندی شده‌اند، جمع‌آوری می‌کند. گزارش‌های جرم‌های همگون (Uniform Crime Reports)، اغلب اسپانیایی‌ها را در دستهٔ «سفید» طبقه‌بندی می‌کند.
طبق گزارش‌های اعلام شده در سال ۲۰۰۶، ۱۹۴٬۲۷۰ سفیدپوست و ۱۷٬۹۲۰ سیاه‌پوست، قربانیان تجاوز یا حملات جنسی بوده‌اند. به گفتهٔ آنتونی والش، «داده‌های مربوط به تجاوز جنسیِ گری له‌فری(Gary LaFree's)، برای مدت ۴۵ سال، نشان می‌داد، به‌طور متوسط سیاه پوستان اغلب در حدود ۲۵/۶ برابر بیشتر از سفید پوستان در جرم‌های مربوط به تجاوز جنسی دستگیر می‌شوند»
استفاده از مواد مخدر، به ویژه الکل، غالباً در تجاوز جنسی نقش دارد. یک تحقیق (تنها مربوط به تجاوزات جنسی که در آن‌ها قربانیانِ زن یا کسانی که از طریق تلفن در معرض تجاوز قرار گرفتند) جزئیات مربوط به روش‌های به‌کار گرفته شده را گزارش می‌داد.
در ۴۷ درصدِ اغلب تجاوزات، هم قربانی و هم مجرم، الکل مصرف کرده بودند. تنها در ۱۷ درصد موارد، فقط مجرم نوشیده بود. در ۲۹ درصد تمامی موارد، نه مجرم و نه قربانی الکل مصرف نکرده بودند.
برخلاف باور همگانی، تجاوز در خارج از خانه‌ها بسیار نادر است. بیش از دو سوم همهٔ موارد مربوط به تجاوزات در خانهٔ شخصی رخ می‌دهد. ۳۱ درصد در خانه‌های متجاوزان، ۲۷ درصد در خانه‌های قربانیان، و ۱۰ درصد در خانه‌های مشترک قربانیان و متجاوزان، رخ می‌دهد. علاوه بر خانه‌ها، ۷ درصد تجاوزها در مهمانی‌ها، ۷ درصد در وسایل نقلیه، ۴ درصد بیرون از خانه و ۲ درصد در بارها، روی می‌دهند. ۵۹ درصدِ موارد تجاوز در سال‌های ۲۰۰۰ تا ۲۰۰۵، برای اجرای قانون، گزارش نشده‌اند. در واقع، مطالعات ارقام گوناگون زیر را نشان می‌دهد: (جدول)

## سایر
تا کنون بیشتر مطالعات و گزارش‌های پیرامون تجاوز جنسی محدود به نوع مرد به زن بوده‌است. تحقیق در مورد تجاوز مرد به مرد و زن به مرد به تازگی آغاز شده‌است. بر اساس اظهارات روان‌پزشک سارا کروم، کمتر از یک دهم موارد تجاوز مرد به مرد گزارش شده‌است. به عنوان یک گروه، قربانیان مذکر تجاوز جنسی، توسط هر کدام از دو جنس که مورد تجاوز قرار بگیرند، حمایت و خدمات کمتری دریافت می‌کنند، و سیستم‌های قضایی آمادگی لازم برای مقابله با این نوع جرم را ندارند. دنوو (۲۰۰۴) بیان می‌کند که واکنش‌های اجتماعی به مسئله «زنان به عنوان عامل خشونت جنسی» مبتنی بر انکار گسترده زنان به عنوان متجاوزان بالقوه جنسی می‌باشد که خود می‌تواند ابعاد واقعی این مشکل را پنهان کند. با توجه به این دلایل، قابل تصور است که این مسئله به مراتب کمتر گزارش شود و علت احتمالی آن همین سوگیری اجتماعی است. بعضی از کدهای قانونی در مورد تجاوز جنسی علیه زنانی که مردان را مورد تجاوز قرار می‌دهند کاربرد ندارند چرا که تجاوز جنسی عموماً به صورت عمل دخول متجاوز تعریف می‌شود. در سال ۲۰۰۷، پلیس آفریقای جنوبی مواردی از تجاوز زنان به مردان جوان را مورد بررسی قرار داد. در مورد تجاوز زن به زن تحقیقات اندکی انجام شده‌است.

## تاریخچه
در تاریخ باستان، تجاوز بیش از آنکه به عنوان یک نوع اذیت و آزار علیه زن تلقی شود یک جرم مالکیتی جدی علیه مردی بود که آن زن به او تعلق داشت که معمولاً پدر یا شوهرش بود. از دست دادن بکارت مخصوصاً یک مسئله جدی بود. آسیبی که به جهت از دست رفتن بکارت وارد می‌آمد، بر امیدهای کاهش‌یافتهٔ زن در پیدا کردن شوهر و در بهای عروس منعکس می‌شد. این موضوع به ویژه در مورد دوشیزه‌های نامزد دار ملموس بود که از دست رفتن پاکدامنی به عنوان وضعیتی تلقی می‌شد که ارزش او را به شدت نزد شوهر آینده‌اش می‌کاست. در چنین مواردی، قانون نامزدی را باطل می‌کرد و از متجاوز غرامت مالی طلب می‌کرد که به خانوادهٔ زن که «کالاهایش» «آسیب» دیده بودند پرداخت می‌شد. طبق قانون کتاب مقدس، در صورت توافق پدر دختر، به جای مجازات مدنی، ممکن بود متجاوز وادار شود با آن زن مجرد ازدواج کند. این وضع به خصوص در قوانینی که در جرم تجاوز، عدم رضایت زن را به عنوان یک عنصر ضروری به حساب نمی‌آورد متداول بود و در نتیجه این جرم را به دو دسته تقسیم می‌کرد، یکی تجاوز به معنی امروزی و دیگری به عنوان شیوه‌ای که مرد و زن به وسیلهٔ آن خانواده‌هایشان را مجبور می‌کردند تا به آن‌ها اجازهٔ ازدواج بدهند (مراجعه کنید به تثنیه. ۲۹–۲۸: ۲۲)
خود واژه rape (تجاوز) از فعل لاتین rapere ریشه گرفته‌است: گرفتن یا ستاندن به زور. این کلمه ابتدا هیچ دلالت جنسی نداشت و هنوز هم در انگلیسی به معنای عام استفاده می‌شود. تاریخچهٔ تجاوز و تغییرات معنایی آن واقعاً پیچیده‌است. در قانون روم، تجاوز به عنوان نوعی crimen vis «جرم تهاجمی» دسته‌بندی شده بود. برخلاف دزدی یا سرقت، یک «خطای اجتماعی» injuria publica دربرابر «خطای شخصی» injuria privitia نامیده می‌شد. آگوستوس سزار اصلاحاتی در مورد جرم تجاوز را طبق مصوبه تهاجم Lex Iulia de vi publica قانونی کرد که نام خانوادگی اش Iulia را همراه دارد. طبق این مصوبه و نه مصوبه زنای Lex Iulia de adulteriis بود که روم این جرم را پیگرد قضایی می‌کرد. امپراتور یوستی‌نیانوس ادامهٔ استفاده از مصوبه این جرم جهت پیگرد تجاوز در قرن ۶ام در امپراتوری روم شرقی را تأیید کرد. تا اواخر دورهٔ باستان، عبارت کلی raptus به ربایش، گریختن با معشوق، سرقت یا تجاوز به معنای امروزی آن اشاره کرده بود. ابهام در مورد این عبارت منجر شد مفسرین کلیسایی قانون، میان raptus seductionis (گریختن با معشوق بدون اجازه والدینی) و raptus violentiae (هتک ناموس) تفاوت قائل شوند. هر دو نوع raptus مجازات مدنی و احتمالاً طرد اجتماعی برای خانواده و روستایی که زنان ربوده شد را می‌پذیرفت به همراه داشت، گرچه raptus violentiae منجر به مجازات‌های قطع عضو یا مرگ هم می‌شد.
از دوران کلاسیک مصر و یونان باستان تا دوره‌های استعمار، تجاوز جنسی همراه با ایجاد عمدی حریق، خیانت و قتل، از جمله جرم‌های پایتخت بودند. «آن دسته از ارتکاب تجاوزهای جنسی که به ظاهر بی‌رحمانه، اغلب خون‌آلود، و در مواقعی نمایشی(spectacular) بودند، طیف وسیعی از مجازات‌های پایتخت را تشکیل می‌داد.» در قرن دوازده، شاهمردان قربانیان(kinsmen of the victim) این پیشنهاد را به منظور اجرای مجازات خودشان می‌دادند: «در انگلستان در اوایل قرن چهاردهم، قربانیِ تجاوز می‌تواند در ازای جرم انجام شده، درآوردن چشم یا قطع بیضهٔ مجرم را طلب کند».

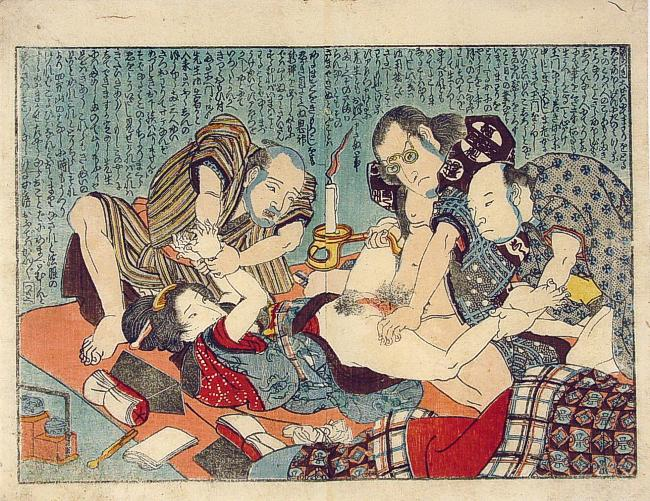
هنر ژاپنی مربوط به ۱۸۳۰ میلادی. در این اثر یک تجاوز گروهی به تصویر کشیده شده‌است.

The ius primae noctis («قانون شب اول») بخشی است که در حال حاضر به‌طور شایعی در توصیف ادعای حقِ قانونی اجازهٔ شاهان برای برداشتن بکارت دختر قبل از ازدواج او، بکار می‌رود. شواهد بسیار کمی (یا بدون شواهد تاریخی)، از قرون وسطی، برای حمایت از این ایده، وجود دارد، و اینچنین برمی‌آید که تا به حال چنین حقی وجود نداشته‌است.
عالم الهیات قرون وسطی، توماس آکویناس استدلال می‌کرد که تجاوز جنسی، هر چند که گناه بود ولی بسیار کمتر از استمناء یا قطع مقاربت، پذیرفتنی بود، بدین علت که این جرم به ایجاد سکس می‌انجامد در حالی که سایر اعمال، هدف روابط جنسی را به خطر می‌انداخت.
در طول استعمار آمریکا، تجاوز به زنان بومی که بت‌پرست یا غیر مسیحی بودند، تحت قوانین اسپانیا جرم محسوب نمی‌شد.
شواهد بسیار کمی (یا بدون شواهد تاریخی)، از قرون وسطی تا تقریباً همین اواخر، حاکی از این است که دستگاه عدالت کیفری بسیاری از کشورها، به‌طور گسترده‌ای، برای قربانیان تجاوز جنسی، ناعادلانه بوده‌است. ترکیبی از کلیشه‌های جنسی و قوانین رایج، هردو،... تجاوز جنسی را به عنوان یک «دادرسی کیفی که در آن قربانی و رفتار او به جای عمل متهم محاکمه می‌شد» می‌ساخت. و این در حالی بود که در سایر قوانین، پرداختن به این جرم را به تمامی حذف کرده بودند.
از سال ۱۹۷۰، در میزان درک تجاوز جنسی، تغییرات بسیاری روی داد که بخش زیادی از آن به دلیل جنبش‌های فمینیسمی و بازخوردهای عمومی تجاوز به عنوان یک جرم از سر قدرت و کنترل و نه صرفاً سکس، بوده‌است. در برخی کشور، پس از جنبش رهایی زنان در سال ۱۹۷۰، اولین مراکز بحران تجاوز جنسی ایجاد شد. یکی از این دو مرکز بحران تجاوز، به نام «D.C. Rape Crisis Center» در سال ۱۹۷۲، افتتاح شد. ایجاد این دست مراکز، به منظور ترویج حساسیت و درک صحیحی از تجاوز و همچنین نشان دادن اثرات آن بر روی قربانی، بوده‌است. اجرای قانون سال ۱۹۶۰، به میزان ۲۰ درصد گزارش‌دهی غلط، اشاره می‌کرد؛ که این آمار در سال ۱۹۷۳ به ۱۵ درصد کاهش یافت.

## تجاوز جنسی و جنگ
Navanethem Pillay، قاضی دادگاه جزایی بین‌المللی رواندا در سال ۱۹۹۸ گفت:
«از دوران بسیار قدیم، تجاوز جنسی به عنوان یکی از غنیمت‌های جنگی در نظر گرفته می‌شده‌است و هم‌اکنون یک جنایت جنگی است. ما برآن هستیم که با پیامی محکم اعلام کنیم که، تجاوز جنسی دیگر غنیمت جنگی نیست.»
تجاوز در زمان جنگ به دورهٔ باستان برمی‌گردد و آن قدر قدیمی است که در کتاب مقدس از آن نام برده شده باشد. گزارش شده‌است که ارتش اسرائیلی‌ها، یونانی‌ها و رومی‌ها مرتکب تجاوز در جنگ می‌شدند. مغول‌ها که امپراتوری مغول را در سراسر اوراسیا تأسیس کردند، ویرانی فراوانی را در طول تاخت و تازهایشان به بار آوردند. مدارکی که در طول حکومت چنگیز خان و پس از آن نوشته شده‌است می‌گویند که پس از پیروزی، سربازان مغول دست به غارت، چپاول و تجاوز می‌زدند. راجریوس، یک راهب که از تهاجم مغول‌ها به مجارستان جان به در برده بود علاوه بر عنصر قتل‌عام در جریان آن اشغال، به‌خصوص به این اشاره کرده‌است که مغول‌ها از تحقیر زنان لذت می‌بردند.
تجاوز سازمان یافته به بیش از ۸۰٬۰۰۰ زن در طول ۶ هفته کشتار نانجینگ توسط سربازان ژاپنی مثالی از سبعیت‌هایی این چنینی است. در طول جنگ جهانی دوم تقریباً ۲۰۰٬۰۰۰ زن چینی و کره‌ای اصطلاحاً به عنوان «زنان آسودگی» مجبور به تن‌فروشی در روسپی خانه‌های ارتش ژاپن شدند. نیروهای مراکشی فرانسه که معروف به گومیرها بودند در طول نبرد مونت کاسینو مرتکب تجاوز و سایر جنایات جنگی شدند (به مروکیناته مراجعه کنید). تجاوز توسط سربازان در بسیاری از مناطقی که توسط ارتش سرخ تصرف می‌شد رایج بود.
تجاوز به زنان طی اشغال آلمان یکی از بزرگ‌ترین رویدادهای تجاوز جنسی در تاریخ است که پس از ورود و اشغال کشور آلمان بدست نیروهای متفقین اتفاق افتاد. این تجاوزها هم در دورانی که نیروهای متفق سعی در اشغال آلمان داشتند هم در طی دوران اشغال آلمان اتفاق افتاد. بیشتر این تجاوزها که گزارش شده‌اند بدست نظامیان ارتش شوروی انجام گرفتند. شمار این تجاوزها را بین صدها هزار تا ۲ میلیون تخمین زده‌اند. هم‌اکنون این رقم که به شدت مورد بحث است، از شمار اندک پرونده‌های پزشکی که حفظ شده‌اند به دست آمده‌است. تجاوز سرنوشت زنان در خانواده‌ها را در سراسر برلین تحت تأثیر قرار داده بود. پس از پایان جنگ به زنان بین سنین ۱۵ و ۵۵ سال آلمانی دستور داده شد برای تشخیص بیماری‌های مقاربتی معاینه شوند. تعدادی که اغلب نقل می‌شود در حدود ۱۰۰ هزار زن در برلین و دو میلیون در خاک آلمان است. تجاوز توسط سربازان در دیگر مناطقی که توسط ارتش سرخ تصرف می‌شد نیز رایج بود و جنایات مشابهی در سایر مناطق آزاد شده رخ داد و تجاوز به زنان یوگسلاوی، لهستانی، لیتوانیایی، استونیایی، لتونیایی به خوبی شناخته شده‌است. ووک پریشیچ، روزنامه‌نگار صربستانی دربارهٔ این تجاوزها گفت: تجاوزها به شدت وحشیانه، تحت تأثیر الکل و معمولاً توسط گروهی از سربازان بود. سربازان شوروی به این واقعیت توجه نکردند که صربستان متحد آنها بود و شکی نیست که فرماندهی عالی شوروی تلویحاً تجاوز جنسی را تأیید کرد» استالین در جواب تیتو که از خواست تا موج تجاوز به زنان یوگسلاوی را متوقف کند گفت: «سربازان بچه‌های جوانی هستند، جنگ را پشت سر گذاشته‌اند و به کمی استراحت نیاز دارند». درگیری با تیتو بعدها عمیق‌تر شد.
ادعا شده‌است که در جریان جنگ استقلال بنگلادش به تقریباً ۲۰۰٬۰۰۰ زن توسط نیروی زمینی پاکستان تجاوز شد (گرچه این موضوع توسط بسیاری از جمله استاد سارمیلا باس به چالش کشیده شده‌است)، و حداقل ۲۰٬۰۰۰ زن مسلمان بوسنیایی در جنگ بوسنی توسط نیروهای صرب مورد تجاوز قرار گرفتند. تبلیغات زمان جنگ معمولاً مدعی بدرفتاری با جمعیت غیرنظامی است و در مورد آن اغراق می‌کند و ادعای تجاوز در این میان نقشی برجسته دارد. در نتیجه غالباً هم از نظر عملی و هم از جهت سیاسی بسیار دشوار است که تصویری صحیح از آنچه واقعاً رخ داده‌است، به دست آورد.
یونیسف در مورد تجاوز به زنان و کودکان در مناطق اخیر درگیر مناقشه در آفریقا عنوان کرده‌است که دیگر تنها جنگجویان مرتکب تجاوز نمی‌شوند، بلکه غیرنظامی‌ها هم دست به تجاوز می‌زنند. به عقیده یونیسف تجاوز در کشورهایی که تحت تأثیر جنگ یا بلایای طبیعی هستند معمول است که پیوند میان رویداد خشونت جنسی و ریشه کن شدن عمیق بنیان‌های جامعه و فروریختن هنجارهای اجتماعی را نشان می‌دهد. به نظر یونیسف تجاوز در مناطق درگیر مناقشه در سودان، چاد و جمهوری دموکراتیک کنگو شایع است. تخمین زده شده‌است که بیش از ۲۰۰٬۰۰۰ زن که امروزه در جمهوری دموکراتیک کنگو زندگی می‌کنند در درگیری‌های اخیر مورد تجاوز قرار گرفته‌اند. بعضی تخمین می‌زنند که تقریباً ۶۰٪ از جنگجویان در کنگو آلوده به HIV هستند.
در ۱۹۹۸، دادگاه کیفری بین‌المللی مربوط به روآندا دریافت، در جریان کشتار دسته‌جمعی در این کشور، از تجاوز سازمان‌یافته‌استفاده شده‌است. این دادگاه دریافت که تجاوز جنسی در روآندا، جزء لاینفکِ فرایند نابود کردن گروه قومی «توتسی» (Tutsi) در این کشور بوده‌است، ضمن آنکه تجاوزات به شکل سازمان یافته انجام گرفته و شدت تجاوز به زنان «توتسی» به حدی گسترده بوده‌است که خود به پرونده‌ای ویژه برای رسیدگی نیاز دارد. برآورد شده‌است که ۵۰۰ هزار نفر از زنان در جریان قتل‌عام ۱۹۹۴ روآندا مورد تجاوز قرار گرفته‌اند.
دادگاه کیفری بین‌المللی، تجاوز، بردگی و اسارتِ جنسی، تن‌فروشی اجباری، بارداری تحمیلی، عقیم‌سازی زوری، یا هر نوع خشونت جنسی نظیر این‌ها را، در صورتی که عمل مزبور بخشی از یک عمل گسترده یا سازمان‌یافته باشد، به عنوان جنایت علیه بشریت تشخیص داده‌است.
تجاوز جنسی نخستین بار زمانی به عنوان جنایت علیه بشریت شناخته شد که، دادگاه کیفری بین‌المللی حکم بازداشت برخی افراد را بر مبنای قرارداد ژنو و به دلیل نقض قوانین و مقررات جنگ در کشور یوگسلاوی سابق صادر کرد. به ویژه، از آن روی چنین موضعی اتخاذ شد که زنان مسلمان در شهر فوکا (Foca، در جنوب شرقی بوسنی و هرزگوین)، بعد از اشغال شهر در آوریل ۱۹۹۲، تحت اسارت، شکنجه، و تجاوزهای دسته‌جمعی گسترده و سازمان‌یافتهٔ سربازان صربِ بوسنی و هرزگوین، مأموران پلیس و اعضای گروهای شبه‌نظامی قرار گرفته بودند.
تنظیم چنین کیفرخواستی اهمیت قانونی زیادی داشت و برای نخستین بار بود که تجاوزهای جنسی این چنینی، به عنوان جنایت علیه بشریت، مورد دادرسی و پیگرد قانونی قرار می‌گرفتند. این کیفرخواست در سال ۲۰۰۱ با رأی هیئت‌منصفهٔ دادگاه کیفری بین‌المللی در مورد یوگسلاوی سابق به تأیید رسید و بر مبنای آن، به بردگی گرفتن و تجاوز جنسی جنایت علیه بشریت اعلام شد. عفو بین‌الملل نیز اعلام داشت که این حکم، برداشت رایجی را که شکنجه و تجاوز به زنان را بخش ذاتی و اجتناب‌ناپذیر جنگ می‌داند، به چالش می‌گیرد.

## تجاوز جنسی در قانون ایران
در قانون جمهوری اسلامی ایران در ماده ۲۲۴ قانون مجازات اسلامی مجازات تجاوز به عنف اعدام است. متجاوزین معمولاً فقط بر اساس شهادت گواهان محکوم نمی‌شوند، بنابراین باید مدارک تأییدکننده از دیگران کسب شود. مدارک مربوط به اثبات دخول، هویت متجاوز و این واقعیت که نزدیکی بدون رضایت زن رخ داده‌است، می‌باید فراهم گردد. ولی‌الله حسینی، قاضی دادگاه کیفری استان تهران دربارهٔ وضعیت حقوقی تجاوز جنسی می‌گوید:
احکام این جرم یا برائت است یا اعدام حد وسطی ندارد. اگر اعدام نبود و به‌طور مثال ۲۰ سال حبس بود قاضی نمی‌ترسید مجازات تعیین کنداما این مجازاتها کار را مشکل کرده‌است. از یک طرف مجبوریم حکم اعدام دهیم و از سویی اگر حکمی ندهیم روان از دست رفته یک زن قربانی را در نظر نگرفته‌ایم. این در حالی است که اثبات جرایم حدی با کوچک‌ترین شبهه‌ای سخت می‌شود. مشکل دیگر ما این است که مجرمین در پلیس آگاهی اقرار می‌کنند اما در دادگاه‌ها اقرار نمی‌کنند و حتی شاکیان را نیز تهدید می‌کنند.